# NGC 6179
NGC 6179 is een compact sterrenstelsel in het sterrenbeeld Hercules. Het hemelobject werd op 19 april 1855 ontdekt door de Ierse astronoom William Parsons.

## Synoniemen
- ZWG 196.73
- NPM1G +35.0377
- PGC 58401